# Thomas Stangassinger
Thomas Stangassinger (* 15. September 1965 in Hallein) ist ein ehemaliger österreichischer Skirennläufer. Er gehörte in den 1990er-Jahren zu den weltbesten Slalomfahrern, gewann im Skiweltcup zehn Slalomrennen, fuhr insgesamt 37-mal auf das Podium und siegte 1999 im Slalomweltcup. 1994 wurde er Olympiasieger im Slalom, bei Weltmeisterschaften gewann er eine Silber- und eine Bronzemedaille.

## Biografie
Stangassinger gehörte seit 1981 dem Kader des Österreichischen Skiverbandes an und nahm an den Juniorenweltmeisterschaften 1982 und 1983 teil. In Sestriere 1983 erreichte er den vierten Platz im Slalom. Im selben Jahr wurde er Österreichischer Juniorenmeister im Riesenslalom. Im Europacup belegte er in der Saison 1983/84 mit einem Sieg und weiteren drei Podestplätzen den dritten Rang in der Gesamtwertung und Platz zwei im Slalomklassement.
Die ersten Punkte im Weltcup holte Stangassinger am 16. Dezember 1984 mit Platz fünf im Slalom der 3-Tre-Rennen von Madonna di Campiglio, tags darauf kam er in der Kombination auf den zweiten Platz. Bei den Weltmeisterschaften 1985 in Bormio startete er in der Kombination, fiel aber im zweiten Slalomdurchgang aus. Im Dezember 1985 fuhr er im Slalom von Kranjska Gora erneut auf das Podest, kam aber danach im gesamten Winter nicht mehr unter die besten zehn. Ohne Spitzenplätze blieb er auch in der nächsten Saison und so fehlte der Salzburger bei den Weltmeisterschaften 1987 in der Schweiz. Nach einem zweiten Platz im Slalom von Bad Kleinkirchheim war Stangassinger bei den Olympischen Winterspielen 1988 in Calgary wieder mit dabei und belegte in der Kombination den 13. Platz, den Slalom konnte er nicht beenden. Ab der Saison 1988/89 startete Stangassinger nur noch in den technischen Disziplinen und bestritt keine Kombinationen mehr. Im Weltcup waren seine besten Platzierungen im Winter 1988/89 zwei sechste Plätze in den Slaloms von St. Anton und Furano, bei den Weltmeisterschaften 1989 belegte er den neunten Slalomrang.
Am 3. Dezember 1989 feierte Stangassinger im Slalom von Mont Sainte-Anne seinen ersten Weltcupsieg, kam aber während der restlichen Saison kein zweites Mal auf das Podest. Ab der Saison 1990/91 fuhr Stangassinger auch keinen Riesenslalom mehr und konzentrierte sich nun vollständig auf den Slalom. Im Weltcup erreichte er in diesem Winter zwei Podestplätze. Beim Saisonhöhepunkt, den Weltmeisterschaften 1991 in Saalbach-Hinterglemm, wurde er nur von Marc Girardelli geschlagen und gewann die Silbermedaille. Im folgenden Winter fiel er etwas zurück, ein sechster Platz in Sestriere war sein bestes Saisonergebnis, und bei den Olympischen Winterspielen 1992 in Albertville kam er auch nur auf den neunten Rang. In der Saison 1992/93 konnte sich Stangassinger wieder steigern, er fuhr insgesamt dreimal auf das Podest und feierte am 24. Jänner in Veysonnaz seinen zweiten Weltcupsieg. Im Slalomweltcup kam er damit erstmals unter die besten drei. Bei den Weltmeisterschaften 1993 im japanischen Morioka-Shizukuishi holte er zum zweiten Mal Edelmetall und gewann die Bronzemedaille hinter dem Norweger Aamodt und dem für Luxemburg startenden Girardelli.
In der Saison 1993/94 siegte Stangassinger in Park City und Kitzbühel und wurde zweimal Zweiter, jeweils hinter Alberto Tomba. Damit erreichte er, ebenfalls hinter Tomba, den zweiten Platz im Slalomweltcup. Den größten Erfolg seiner Karriere feierte der damals 28-Jährige bei den Olympischen Winterspielen 1994 im norwegischen Lillehammer. Mit überragender Bestzeit im ersten Durchgang verwies er Tomba auf den zweiten Platz und wurde Olympiasieger im Slalom. Er erhielt daraufhin das Goldene Ehrenzeichen für Verdienste um die Republik Österreich und wurde von den österreichischen Sportjournalisten zum Sportler des Jahres gewählt. Eine im Sommer erlittene Schulterverletzung beeinträchtigte den Salzburger in der gesamten Saison 1994/95 und so fuhr er erst zu Saisonende in Bormio zum einzigen Mal in diesem Winter auf das Podest. Auch in der nächsten Saison kam er nur einmal unter die besten drei. Krankheitsbedingt konnte er bei den Weltmeisterschaften 1996 nicht starten.
Deutlich steigern konnte sich Stangassinger wieder in der Saison 1996/97. Er fuhr insgesamt achtmal auf das Podest und gewann den Slalom von Shigakōgen. Dadurch wurde er hinter Landsmann Thomas Sykora Zweiter im Slalomweltcup. Bei den Weltmeisterschaften 1997 in Sestriere blieb er aber hinter seinen Weltcupergebnissen und kam nur auf Platz sechs. In der Saison 1997/98 gewann Stangassinger die Slaloms von Park City, Veysonnaz und Kitzbühel und kam weitere zweimal auf das Podest. Im Slalomweltcup wurde er abermals von Thomas Sykora geschlagen, diesmal nur um knappe vier Punkte. Bei den Olympischen Winterspielen 1998 in Nagano kam er nur auf den eher enttäuschenden sechsten Platz.
Mit zwei Siegen in Aspen und in der Sierra Nevada sowie drei zweiten Plätzen schaffte Stangassinger in der Saison 1998/99 auch den Sieg im Slalomweltcup, nachdem er bisher schon dreimal Zweiter gewesen war. Bei den Weltmeisterschaften 1999 konnte er aber wieder keine Medaille gewinnen und belegte erneut den sechsten Platz. Die Saison 1999/2000 war Stangassingers letzte. Er fuhr noch viermal unter die besten drei und wurde Fünfter im Slalomweltcup. Stangassinger beendete im Frühjahr 2000 nach 145 Weltcupslaloms, von denen er 10 gewann und weitere 26 unter den schnellsten drei beendete, im Alter von 34 Jahren seine Karriere.

## Erfolge

### Olympische Winterspiele
- Calgary 1988: 13. Kombination
- Albertville 1992: 9. Slalom
- Lillehammer 1994: 1. Slalom
- Nagano 1998: 6. Slalom

### Weltmeisterschaften
- Vail 1989: 9. Slalom
- Saalbach-Hinterglemm 1991: 2. Slalom
- Morioka-Shizukuishi 1993: 3. Slalom
- Sestriere 1997: 6. Slalom
- Vail/Beaver Creek 1999: 6. Slalom

### Juniorenweltmeisterschaften
- Auron 1982: 30. Abfahrt
- Sestriere 1983: 4. Slalom

### Weltcupwertungen
Thomas Stangassinger gewann einmal die Disziplinenwertung im Slalom.
| Saison  | Gesamt | Gesamt | Riesenslalom | Riesenslalom | Slalom | Slalom | Kombination | Kombination |
| Saison  | Platz  | Punkte | Platz        | Punkte       | Platz  | Punkte | Platz       | Punkte      |
| ------- | ------ | ------ | ------------ | ------------ | ------ | ------ | ----------- | ----------- |
| 1984/85 | 36.    | 49     | 49.          | 3            | 18.    | 26     | 12.         | 20          |
| 1985/86 | 73.    | 15     | –            | –            | 32.    | 15     | –           | –           |
| 1986/87 | 52.    | 18     | –            | –            | 18.    | 18     | –           | –           |
| 1987/88 | 33.    | 42     | –            | –            | 11.    | 42     | –           | –           |
| 1988/89 | 39.    | 32     | 37.          | 1            | 13.    | 31     | –           | –           |
| 1989/90 | 23.    | 65     | 29.          | 9            | 11.    | 56     | –           | –           |
| 1990/91 | 13.    | 80     | –            | –            | 5.     | 80     | –           | –           |
| 1991/92 | 38.    | 257    | –            | –            | 10.    | 257    | –           | –           |
| 1992/93 | 16.    | 362    | –            | –            | 3.     | 362    | –           | –           |
| 1993/94 | 17.    | 452    | –            | –            | 2.     | 452    | –           | –           |
| 1994/95 | 31.    | 265    | –            | –            | 11.    | 265    | –           | –           |
| 1995/96 | 46.    | 166    | –            | –            | 12.    | 166    | –           | –           |
| 1996/97 | 9.     | 670    | –            | –            | 2.     | 670    | –           | –           |
| 1997/98 | 12.    | 539    | –            | –            | 2.     | 517    | –           | –           |
| 1998/99 | 11.    | 566    | –            | –            | 1.     | 566    | –           | –           |
| 1999/00 | 24.    | 369    | –            | –            | 5.     | 369    | –           | –           |

### Weltcupsiege
Stangassinger errang insgesamt 37 Podestplätze, davon 10 Siege:
| Datum             | Ort              | Land       | Disziplin |
| ----------------- | ---------------- | ---------- | --------- |
| 3. Dezember 1989  | Mont Sainte-Anne | Kanada     | Slalom    |
| 24. Jänner 1993   | Veysonnaz        | Schweiz    | Slalom    |
| 28. November 1993 | Park City        | USA        | Slalom    |
| 16. Jänner 1994   | Kitzbühel        | Österreich | Slalom    |
| 9. März 1997      | Shigakōgen       | Japan      | Slalom    |
| 22. November 1997 | Park City        | USA        | Slalom    |
| 18. Jänner 1998   | Veysonnaz        | Schweiz    | Slalom    |
| 25. Jänner 1998   | Kitzbühel        | Österreich | Slalom    |
| 28. November 1998 | Aspen            | USA        | Slalom    |
| 13. März 1999     | Sierra Nevada    | Spanien    | Slalom    |

Hinzu kommen 15 zweite und 11 dritte Plätze in Slaloms sowie ein zweiter Platz in einer Kombination.

### Europacup
- Saison 1983/84: 3. Gesamtwertung, 2. Slalomwertung
- Fünf Siege, weitere fünf Podestplätze

### Österreichische Meisterschaften
- Österreichischer Meister im Slalom 1992

## Auszeichnungen
- Österreichs Sportler des Jahres 1994
- Goldenes Ehrenzeichen für Verdienste um die Republik Österreich 1994